# Silvia Höfer

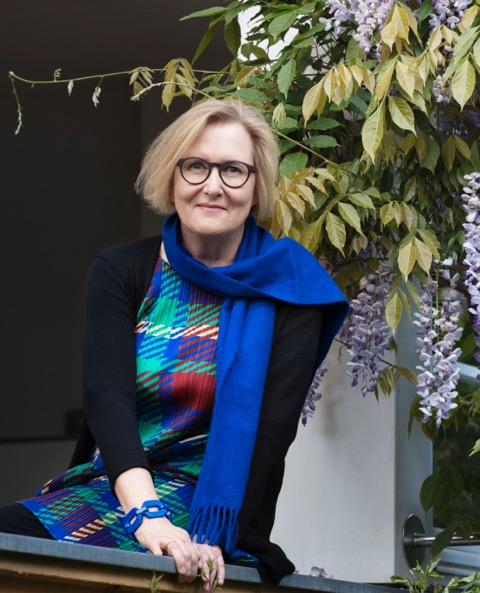
Silvia Höfer

Silvia Höfer (* 1956) ist eine deutsche Hebamme und Autorin.

## Werdegang
Silvia Höfer studierte von 1976 bis 1979 Publizistik, Anglistik, Germanistik und Philosophie in Köln und Bonn. Nach einem Volontariat bei der British Broadcasting Corporation und einer zweijährigen Tätigkeit als Redaktionsassistentin beim Westdeutschen Rundfunk (Frauenfunk) begann sie 1981 mit der Ausbildung zur Hebamme an der Hebammenschule der Frauenklinik in Berlin-Neukölln unter der Leitung von Erich Saling. 1982 gründete sie mit Kolleginnen den Geburtshausverein Berlin-Charlottenburg, aus dem das erste Geburtshaus in Deutschland hervorging. 1984 arbeitete sie als Kreißsaalhebamme im Universitätsklinikum Pulsstraße der Freien Universität Berlin. Danach war sie für fünf Jahre als freiberufliche Hebamme in der Geburtshilfe der anthroposophisch ausgerichteten Gebärpraxis von Christian Steinke in Berlin-Zehlendorf tätig. Von 1985 bis 1989 unterstützte sie mit ihrer Arbeit im Rahmen des Deutschen Entwicklungsdienstes Gebärstationen und Krankenhäuser in Südindien und Sudan. Sie unterrichtete an Hebammenlehranstalten sowie am Royal College of Midwives in London. Sie moderierte und hielt Vorträge auf wissenschaftlichen Kongressen. Medizinische Fachlektorate, u. a. für den Berlin Verlag, ergänzten ihr Arbeitsfeld. Nach einer zweijährigen Tätigkeit als Vendeuse Confirmée A in der Berliner Boutique des Modehauses CHANEL 1997/98, gründete sie gemeinsam mit Ärzten und Hebammen die ambulante Gebärpraxis FERA auf dem Gelände des Wenckebach-Krankenhauses in Berlin-Tempelhof. 1985 bis 2020 arbeitete sie mit eigener Praxis als freiberufliche Hebamme in Berlin.
Von 2002 bis 2006 war sie Mitglied der Expertinnengruppe „Qualitätssicherung in der Freiberuflichkeit“ des Deutschen Hebammenverbandes e.V. Sie schrieb wissenschaftliche Artikel und wurde 2005 Mitautorin des Hebammenlehrbuchs Hebammenkunde (Georg Thieme Verlag). Seit 2006 ist sie Autorin von Ratgebern und Sachbüchern und war Gast in Radio- und Fernsehsendungen. Der häufig zitierte wissenschaftliche Artikel New evidence for the Theory of the Stork, den sie unter ihrem Geburtsnamen Silvia Verleger gemeinsam mit Thomas Höfer und Hildegard Przyrembel veröffentlichte, erschien im Januar 2004 in der Zeitschrift Paediatric and Perinatal Epidemiology. Von 2009 bis 2019 war sie als Expertin des Berliner Hebammenverbandes Mitglied in der AG Reproduktive Gesundheit dem Netzwerk Frauengesundheit. Außerdem war sie bis 2018 Mitglied des wissenschaftlichen Beirats der Zeitschrift Hebammenforum, einer monatlich erscheinenden Fachzeitschrift des Deutschen Hebammenverbandes. Sie hält Vorträge und Lesungen im In- und Ausland. Seit 2014 vertritt die Elisabeth Ruge Agentur die Verwertung ihrer literarischen Werke gegenüber allen Publikationsmedien.

## Publikationen (Auswahl)
- Silvia Höfer, Dr. Alenka Scholz: Tag für Tag durch meine Schwangerschaft. Gräfe und Unzer Verlag, 1. Aufl. 2020
- Silvia Höfer, Dr. Thomas Höfer: Ist das schädlich für mein Kind? Risiken in Schwangerschaft und Kleinkindzeit kennen und richtig einschätzen. Kösel-Verlag, 1. Aufl. 2020
- Silvia Höfer: Geburt. Was eine Hebamme ihrer Tochter mitgeben würde. Kösel-Verlag, 1. Aufl. 2019
- Silvia Höfer: Schwangerschaft. Was eine Hebamme ihrer Tochter mitgeben würde. Kösel-Verlag, 1. Aufl. 2018
- Silvia Höfer: The First Year of the Child/Baby`s First Year Quick Check (Chinesisch). Yilin Press Beijing, 1. Aufl. 2018
- Silvia Höfer: Quickfinder Schwangerschaft (Chinesisch). Beijing United Publishing Co., 1. Aufl. 2018
- Silvia Höfer: Don`t worry, be happy. Gelassen Eltern werden – gelassen Eltern sein. Verlag Herder, 1. Aufl. 2015
- Silvia Höfer: 10 Tipps für eine gelassene Schwangerschaft. Kreuz Verlag, 1. Aufl. 2015
- Alenka Scholz, Silvia Höfer: Meine Schwangerschaft in Bildern. Gräfe und Unzer Verlag, 1. Aufl. 2014
- Silvia Höfer: Quickfinder – Schwangerschaft. Gräfe und Unzer Verlag, 1. Aufl. 2013 als Druckauflage und E-Book
- Silvia Höfer, Nora Szász: Hebammen Gesundheitswissen. Gräfe und Unzer Verlag, 1. erweiterte Neuauflage 2012 als Druckauflage und E-Book
- Silvia Höfer: Pierwszy rok dziecka. Verlag Hachette Polska, Warszawa, 1. Aufl. 2011
- Silvia Höfer, Nora Szász: JSEM V TOM! Rady pro nastávající maminky. Verlag Vašut, Prag, 1. Aufl. 2010
- Silvia Höfer: zoek & vind baby`s eerste jaar. Verlag Inmerc bv, Utrecht/Antwerpen, 1. Aufl. 2010
- Silvia Höfer: El primer año del niño. Verlag Ediciones Medici, Barcelona, 1. Aufl. 2010
- Silvia Höfer: Quickfinder Babys erstes Jahr. Gräfe und Unzer Verlag, 1. Aufl. 2009 und als E-Book 2012
- Silvia Höfer, Nora Szász: Hebammen Gesundheitswissen. Gräfe und Unzer Verlag, 1. Aufl. 2006